# Hindawi Publishing Corporation
Hindawi Publishing Corporation is een uitgeverij van voornamelijk wetenschappelijke tijdschriften. Alle door Hindawi uitgegeven tijdschriften zijn open access; de artikelen worden online gepubliceerd met een Creative Commons-licentie. Daarnaast bestaan er betaalde, papieren edities. 
Hindawi Publishing Corporation is een bedrijf met winstoogmerk. Het heeft zijn hoofdkwartier in Caïro, met een nevenkantoor in New York.
Het is opgericht in 1997 door twee Egyptische wetenschappers, Ahmed Hindawi en Nagwa Abdel-Mottaleb. Het succes van de uitgeverij, die in 15 jaar tijd groeide tot meer dan 400 tijdschriften en honderden medewerkers wordt mede geweten aan het feit dat Egypte beschikt over goed opgeleide, maar toch relatief goedkope werknemers.
Het bedrijf is begonnen met een handvol tijdschriften, deels nieuw opgericht en deels overgenomen van andere uitgeverijen. Oorspronkelijk waren dit traditionele tijdschriften die betaald werden uit de opbrengsten van abonnementen. Vanaf 2004 is het bedrijf geleidelijk overgestapt op open access tijdschriften en "hybride" tijdschriften (traditionele tijdschriften die per artikel open access mogelijk maken, als de auteurs ervoor kiezen daarvoor te betalen). Begin 2007 werden de laatste niet-open tijdschriften verkocht, onder andere aan Oxford University Press, en was het bedrijf volledig overgestapt op pure open access tijdschriften. Het is nog wel mogelijk om een (betaald) abonnement op de papieren versie te nemen. Hindawi is in het verleden bekritiseerd omwille van de manier waarop zij manuscripten en redactieleden werven, namelijk door de academische gemeenschap te overladen met ongewenste berichten (spam).